# James Hamilton, Visconde Hamilton
Para outros significados, veja James Hamilton (desambiguação)
James Hamilton, Visconde Hamilton (Petersham Lodge, Surrey, 7 de outubro de 1786 — Mayfair, Londres, 27 de maio de 1814) foi um nobre e político britânico, o filho mais velho de James Hamilton, 1.º Marquês de Abercorn.
Ele foi educado em Christ Church, na Universidade de Oxford.
Em 25 de novembro de 1809, ele desposou Harriet Douglas, neta de James Douglas, 14.º Conde de Morton. Eles tiveram três filhos:
- Harriet Hamilton (c. 1812 – 19 de março de 1884), casou-se com o almirante William Alexander Baillie-Hamilton.
- James Hamilton, 1.º Duque de Abercorn (1811–1885)
- Lorde Claud Hamilton (1813–1884)

Ele morreu em sua residência em Londres, aos vinte e sete anos. Seu filho James sucedeu seu pai como Marquês de Abercorn quatro anos depois.